# Арч Енеми
„Арч Енеми“ е мелодична дет метъл група от Халмстад, Швеция, сформирана през 1996 година.
Членовете са били в групи като Carcass, Armageddon, Carnage, Mercyful Fate, Spiritual Beggars, и Eucharist. Основана е от китариста на Carcass, Майкъл Амот, заедно с Йохан Лийва, които са били първоначално в дет метъл групата Carnage. Групата издава десет студийни албума, два албума на живо, три видео албума и три EP албума. Първоначално фронтмен е Йохан Лийва, който бива заместен от германката Анджела Госов през 2000 г. Госов напуска групата през март 2014 г. и е заменена от канадката Алиса Уайт-Глуз, като остава мениджър на групата.

## История

### Ранни години иBlack Earth(1996 – 1997)
Арч Енеми, плодът на въображението на Майкъл Амот (Carcass, Carnage, и Spiritual Beggars), е първоначално основана, когато Амот напуска Carcass. Той и по-малкият му брат Кристофър (Armageddon), заедно с вокалиста Йохан Лийва (бивш вокалист на Carnage, Furbowl, Devourment) и барабанистът Даниел Ерландсън (Eucharist) правят, както Майкъл се изразява, „опит да се обедини мелодия с агресия и технологично развитие“.
Дебютният албум на групата, озаглавен Black Earth (Черна земя), е записан в студио Fredman и издаден от вече несъществуващата Wrong Again Records през 1996 г. Придобива сравнителна популярност в Япония, достигайки показвания по MTV с първия си сингъл „Bury Me an Angel“, както и умерен успех в Швеция. До този момент Арч Енеми е по-скоро „соло проект“, отколкото пълноправна група. Майкъл Амот написва повечето от песните сам, дори прави записите на бас китарата за албума, противно на обложката, където е означен вокалиста Йохан Лийва като бас китарист. По-късно Амот разкрива, че кредитите са негови, за да направи албума да изглежда повече като „от група“. Много хора смятат, че това е най-агресивният албум на групата, черта, която със следващите албуми е по-уталожена, но никога изоставена.

### Stigmata,Burning Bridges, и Госов (1998 – 2000)
След издаването на Black Earth групата сменя звукозаписната компания, като подписва с Century Media. През 1998 г. Арч Енеми издава Stigmata, за който басистът Мартин Бенгтсън и барабанистът Питър Вилдоер се присъединяват към групата. Албумът привлича вниманието на по-голяма аудитория, придобивайки популярност в Европа и Америка. Това е първият световно издаден албум на групата.
През 1999 година Шърли Д'Анджело, предполагащ ролята на басист в Арч Енеми и Даниел Ерландсън отново бива назначен за барабаните, но този път за постоянно. Групата издава Burning Bridges, който е последван от албума на живо Burning Japan Live 1999, който първоначално е издаден само за Япония, но след това е разпространен по целия свят поради голямото търсене. По време на турнето за Burning Bridges, Шърли Д'Анджело бива два пъти временно заменян; първо от Дик Ловгрен (Meshuggah) и после от Роджър Нилсън (Firebird, The Quill). Burning Bridges бележи обрат в коренното звучене на Арч Енеми, опитвайки с по-мелодично звучене, докато все още се поддържа оригиналното дет метъл звучене от първите два албума.
През ноември 2000 г., вокалистът Йохан Лийва напуска групата. Лийва бива скоро заменен от германската дет метъл вокалистка Анджела Госов.

### Wages of SinиAnthems of Rebellion(2001 – 2004)
Първият албум с песни, включващи Госов е Wages of Sin, издаден през 2001 г. Това е и първият албум, в който групата използва C-тоналност, което се запазва и до наши дни. През декември същата година, Арч Енеми взема участие в концерта „Japan's Beast Feast 2002“, заедно със Slayer и Motörhead.
Anthems of Rebellion е издаден през 2003 г. и добавя към себе си някои иновации, като използването на втори вокали за хармоничност; както в песните „End of the Line“ и „Dehumanization“. През ноември същата година, групата издава EP Dead Eyes See No Future, който включва изпълнения на живо, заедно с кавъри на Меноуър, Мегадет и Carcass. През юни 2004 г. се впускат в японско турне заедно с японската група Edge of Spirit.

### Doomsday Machine(2005 – 2006)
През юни 2005 г., Арч Енеми завършва над записите за шестия си албум, Doomsday Machine. През юли 2005 г., китаристът Кристофър Амот напуска групата, за да се фокусира над личния си живот. Бива временно заменен от китариста Гъс Г. (Ози Озбърн, Firewind), а след това от Фредерик Кесон (септември 2005). Кристофър се завръща като постоянен басист през март 2007 г., малко преди групата да започне работата си над новия си албум с продуцента Фредерик Нордстром (който е работил съвместно с тях върху предишните им четири албума) Кесон става новият китарист на Opeth през май 2007 г.

### Rise of the Tyrant(2007 – 2008)
Седмият албум на Арч Енеми, озаглавен Rise of the Tyrant е издаден на 24 септември 2007 г. в Европа и на 25 септември 2007 г. в САЩ. Rise of the Tyrant дебютира на 84-то място в класацията Билборд 200. Това надминава класирането на Doomsday Machine като прави най-високото класиране на групата до наши дни. Госов казва, че новият албум е по-емоционален, с по-малко двойни вокали, както и по-малко обработка на вокалите, даващо „по-сурово“ представяне.
Арч Енеми взимат участие в Bloodstock Open Air Festival през август 2007 г., между Sabbat и In Flames. След това участват в турнето Black Crusade, заедно с Machine Head, Trivium, DragonForce и Shadows Fall. С това, Майкъл Амот правя изявление в уеб сайта на групата, „Това ще са първите европейски концерти, които правим с Арч Енеми, след като издадем новия ни албум.“
На 8 март 2008 г. групата заснема концерт на живо в Токио, Япония за DVD-то Tyrants of the Rising Sun. Арч Енеми вземат участие като втори изпълнители на турнето Defenders of the Faith през април 2008 г. с Opeth, докато DevilDriver и 3 Inches of Blood са отварящи групи за тях. След това оглавяват турнето Tyranny and Bloodshred през май 2008 г. с Dark Tranquillity, Divine Heresy, и Firewind като подкрепяща групи.

### The Root of All Evil(2009 – 2010)
Осмият албум на Арч Енеми, озаглавен The Root of All Evil, е издаден на 28 септември 2009 г. в Европа, на 30 септември в Япония и на 6 октомври в САЩ. The Root of All Evil включва 12 презаписани песни, обхващащ дискографията на групата преди присъединяването на Госов, както и материал преди появата на Д'Анджело като техен басист. През първата половина на 2009 г., групата прави турне в Европа и Южна Америка, а след това свирят в ежегодния „Dubai Desert Rock Festival“, заедно с Opeth, Chimaira, и Motörhead. Следвайки издаването на The Root of All Evil на 28 септември 2009 г., групата отбелязва азиатско и австралийско турне, което включва тяхната първа визита до Нова Зеландия. Турнето започва с „Loud Park festival“ в Япония на 17 октомври, допълван от други изпълнители като Мегадет, Джудас Прийст, Слейър, Anthrax, Роб Зомби и Children of Bodom. Също правят турне и в Южна Корея на 25 октомври, оглавявайки Melon AX в Сеул.

### Khaos Legionsи второто оттегляне на Кристофър (2011 – 2013)
Според интервюто с Анджела Госов през септември 2010 г., Арч Енеми влизат в студиото на 1 декември за записването на деветия им албум, Khaos Legions, който ще бъде издаден през юни 2011 г., според уеб сайта на групата. Първият сингъл е издаден през сайта на Century Media на 31 март, озаглавен „Yesterday is Dead and Gone“. Албумът е издаден на 31 май 2011 г. На 12 декември групата обявява, че ще заснемат концерт в Кьолн същия ден за предстоящото си DVD „World Khaos Tour“.
На 3 март 2012 г. чрез фейсбук страницата на групата е обявено, че Кристофър Амот отново се отдегля от групата. Бива заменен от Ник Кордъл от Arsis. Арч Енеми издават третия си музикален клип от Khaos Legions на 25 април 2012 г. на „Under Black Flags We March“. В него не само, че Ник Кодръл прави поява, а дори записва ново китарно соло, което прави дебютната му поява в песен с групата.

### Оттеглянето на Госов иWar Eternal(2014 – 2016)
На 3 март 2014 г. групата разкрива, че десетият им албум ще бъде озаглавен War Eternal. Албумът е издаден през юни 2014 г.
На 17 март 2014 г. Госов прави изявление, обявявайки своето оттегляне от групата и приветствайки нейната заместителка, вокалистката на канадската метълкор група The Agonist, Алиса Уайт-Глуз. В него, тя пише, че докато се е радвала на времето с групата, е дошло време да продължи да е със семейството си и да преследва други свои интереси. Госов потвърждава, че ще остане бизнес мениджър на Арч Енеми и заявява: „подавам щафетата на супер талантливата Алиса Уайт-Глуз, която познавам като истинска приятелка и превъзходна вокалистка от много години. Винаги съм смятала, че заслужава шанс да блесне – и сега го получава. Точно както аз получих своя шанс през 2001 г.“
Уайт-Глуз също направи изявление, казвайки: „Горда и щастлива съм да обявя нова глава от живота и музикалната си кариера. Wages of Sin, първият метъл албум, който някога съм купувала, беше любов от първото слушане. Не се случва често да получиш телефонно обаждане от любимата си група, питайки те да се присъединиш към нея! Развълнувана съм, че имам възможността да работя с толкова невероятно талантливи музиканти, които също смятам за страхотни приятели. Нямам търпение да пиша и изпълнявам на изцяло ново ниво, вече с Арч Енеми! Музиката е завинаги, метълът е безграничен и това е само началото!“
По време на турнето на Арч Енеми в Южна Америка, в подкрепа на War Eternal, китаристът Ник Кордъл съобщава, че напуска групата. Кристофър Амот временно се присъединява към групата за остатъка от турнето, докато прочутият китарист Джеф Луумис (по-рано от Nevermore) бива обявен като официален заместник и се присъединява към групата за европейското турне на групата с Kreator и за бъдещи събития.

### Новият проект Black Earth иWill to Power(2016–)
На 22 януари 2016 г., първоначалните членове на Арч Енеми сформират страничен проект, озаглавен Black Earth. Включвайки първите членове Лийва и Кристофър Амот, заедно със сегашните членове Даниел Ерландсън, Майкъл Амот и Шърли Д'Анджело, групата прави напълно разпродадено японско турне през май 2016 година, отпразнувайки 20-а си годишнина от издаването на първия албум на Арч Енеми Black Earth. Траклистът на концертите включва само песни от първите им три издадени албума: Blath Earth, Stigmata и Burning Angels
На 26 август 2016 година е обявено, че се работи върху нов албум, който ще бъде издаден през 2017. На 22 май 2017 г. групата разкрива, че новият албум е озаглавен Will to Power, очакващ се на 8 септември 2017 г. Първият му сингъл „The World Is Yours“ е издаден на 14 юли 2017, заедно с музикален клип, който достига повече от 1.1 милиона прегледа в YouTube за първите два дни. На 2 август 2017 г. групата обявява своето участие в американско турне с група през есента на 2017, заедно с While She Sleeps и Fit for an Autopsy които са поддържащи групи.

## Членове на групата
| Настоящи членове - Майкъл Амот − китара, клавири, беквокали (1996– ) - Даниел Ърландсън − барабани (1996; 1998– ) - Шърли Д'Анджело − бас китара (1999– ) - Алиса Уайт-Глуз − вокали (2014– ) - Джеф Луумис− китара, клавири, беквокали (2014– ) | Предишни членове - Кристофър Амот − китара, клавири, беквокали (1996 – 2005; 2007 – 2012; временен член за турнето 2014) - Йохан Лийва − вокали (1996 – 2000); бас китара (1996) - Мартин Бенгтсън − бас китара (1997 – 1998) - Питър Вилдоер − барабани (1997) - Анджела Госов − вокали (2000 – 2014) - Фредерик Акесон − китара, клавири, беквокали (2005 – 2007) - Ник Кордъл − китара, клавири, беквокали (2012 – 2014) |

## Дискография
| - Black Earth (1996) - Stigmata (1998) - Burning Bridges (1999) - Wages of Sin (2001) - Anthems of Rebellion (2003) - Doomsday Machine (2005) - Rise of the Tyrant (2007) - Khaos Legions (2011) - War Eternal (2014) - Will to Power (2017) - Deceivers (2022) - Burning Japan Live 1999 (2000) - Live Apocalypse (2006) - Tyrants of the Rising Sun: Live in Japan (2008) - As the Stages Burn! (2017) | - The Root of All Evil (2009) - Manifesto of Arch Enemy (2009) - Burning Angel (2002) - Dead Eyes See No Future (2004) - Revolution Begins (2007) |